# Переяславський повіт

Переяславський повіт Полтавської губернії на карті 1821 року

Переяславський повіт — адміністративно-територіальна одиниця Російської імперії, Російської Республіки, Української Народної Республіки, Української Держави, Української Соціалістичної Радянської Республіки з центром у місті Переяслав.

## Історія
Повіт був створений 1781 року в складі Київського намісництва, 1796 року віднесено до Малоросійської губернії, а з 27 лютого 1802 року — до Полтавської губернії (містився у її північно-західній частині).
З 27 квітня 1921 року до ліквідації повітового устрою в 1923 р. повіт був у складі Київської губернії.
Центр — місто Переяслав. Мав у підпорядкуванні 16 волостей. Займав близько 374 344 десятин.

## Географія
Поверхню повіту прорізали долини таких річок: на сході паралельно Супою протікав із північного заходу на південний захід через весь повіт Трубіж, який впадав у Дніпро; із півночі в нього впадала невелика річка Недра, із заходу — річки Суличівка і Альта. Річки були мілководні; багато ділянок у літній період пересихали, і на місці течії таких річок залишалися лише їхні долини, які досягали часом значного розвитку. Винятком був лише Дніпро, який омивав південні і західні межі повіту протягом 110 верст, і це була єдина судноплавна річка в повіті.
Поверхня повіту рівна. Найвищі пункти: Пологи] (72,30 сажнів над рівнем моря), Циблі (65,91), Виповзки (69,27) тощо. Серед великої низовини солонцевої долини Альти зустрічалися місцями значної висоти пункти, наприклад, Любарці — на висоті 63 сажнів, Резів — 61,63 сажнів; ці пункти і були місцем поселення, бо всю місцевість навесні затоплювала вода.
Річка Трубіж протікала повітом на 70 верст. В звичайний час (за винятком нижньої свої течії) Трубіж губився в непрохідних болотах, перетворювався на лабіринт вузьких проток. Весною після танення снігів, підпертий з півдня водами Дніпра, він у своїй північній частині перетворював цілий водорозділ Трубіж-Суличівка на справжнє море. При з'єднанні Трубіжа з Дніпром у період весняного повноводдя ставався такий розлив води, що на деякий час дніпровські пароплави могли доходити майже до самого Переяслава.
В геологічному відношенні повіт розпадається на три головні області. Перша з них — у межах плато і другої тераси водорозділу Недра-Трубіж-Супій-Дніпро, і вона мала таку будову: чорнозем, світло-жовтий лес товщиною 1-3 сажні, червонувато-жовтої або червоно-бурої дилювіальної глини, жовтий, великозернистий, місцями тонкошаровий пісок з прожилками, збагачений окисами заліза. Область друга поширювалася на іншу частину повіту, за винятком річних долин, і складалася з чорнозему і легкого сірого суглинку, тонкосупіщаного лесу і пісків жовто-великозернистих. Область третя поширювалася в річкових долинах і особливо добре виражена в широкій долині Дніпра і Трубіжа; це область дюнних пісків, змішаних з болотами, річкового алювію, частиною солонців і іншими.
Згідно з військово-топографічною зйомкою 1862 р. в повіті 1/5 частина — піски і болота. За дослідженням професора А. В. Гурова, їх ще більше. Під лісами 1885 року було 65 958 десятин. 1896 року лісів було ще менше, бо їх багато вирубали. У Придніпров'ї ростуть здебільшого дуб, береза, осика та вільха; багато було також соснових лісів, але їх почали вирубувати раніше за інших.

### Власництво у повіті
На 1 січня 1896 року 1568 приватним землевласникам належало 113 626 десятин. Менше 1 десятини мали 153 господарі, 1-50 — 1122, 50-100 — 113, 100—500 — 131, 500—1000 — 28, понад 1 тисячу десятин — 21 господар.
828 дворян володіли 98812 десятинами, 309 осіб духовного сану — 4012, 42 купців — 4315, 389 міщан — 1064 десятинами.
Із 2306 маєтків були заставлені на 1 січня 1896 р. 245.
Нероздільну власність селянських товариств складали вигони і т. зв. «спільні» землі. Перших було 4421 десятина, других — 16019 десятин, загалом — 10,7 % землі, яка належала сільським станам.
Селяни 1887 року мали наділеної землі 183 583 десятини, зокрема, ораної — 137 705, під хатами, садами та городами — 16 687, під луками — 15 728, під вигонами і пасовищами — 2 754, під лісами — 10 709 десятин.
Купленої земли на 1892 р. селяни мали 6208 десятин, орендованої — 19097 десятин.
1896 року в сільських товариствах посіяли жита 51 140 чверті, вівса — 28 210, гречки — 21450, ячменю — 58.

## Населення
За даними перепису 1897 року у Переяславському повіті на 1 квадратну версту припадало 51,54 людей.
Населення за національністю:
| Національність | Кількість, чол. | Кількість, % |
| -------------- | --------------- | ------------ |
| Українці       |                 | 93,78        |
| Євреї          |                 | 5,29         |
| Росіяни        |                 | 0,78         |
| Поляки         |                 | 0,07         |
| Білоруси       |                 | 0,02         |
| Німці          |                 | 0,01         |
| Цигани         |                 | 0,01         |
| Інші           |                 | 0,04         |
| Усього         | 185 306         | 100,00       |

За суспільним станом:
| Дворяни | Духовенство | Купці | Міщани | Селяни | Іноземні підданні | Інші |
| ------- | ----------- | ----- | ------ | ------ | ----------------- | ---- |
| 2844    | 1424        | 265   | 21864  | 158250 | 47                | 612  |

За віком:
| Категорія               | м. Переяслав | Повіт без міста | Усього |
| ----------------------- | ------------ | --------------- | ------ |
| Діти молодше року (м.)  | 251          | 3152            | 3403   |
| Діти молодше року (ж.)  | 239          | 3128            | 3367   |
| Від 1 до 9 років (м.)   | 1817         | 21661           | 23478  |
| Від 1 до 9 років (ж.)   | 1762         | 22006           | 23768  |
| Від 10 до 19 років (м.) | 1741         | 18421           | 20162  |
| Від 10 до 19 років (ж.) | 1887         | 19204           | 21091  |
| Від 20 до 29 років (м.) | 958          | 11491           | 12449  |
| Від 20 до 29 років (ж.) | 1066         | 12877           | 13943  |
| Від 30 до 39 років (м.) | 813          | 10382           | 11195  |
| Від 30 до 39 років (ж.) | 903          | 10649           | 11552  |
| Від 40 до 49 років (м.) | 610          | 7816            | 8425   |
| Від 40 до 49 років (ж.) | 620          | 7710            | 8330   |
| Від 50 до 59 років (м.) | 467          | 5644            | 6111   |
| Від 50 до 59 років (ж.) | 501          | 5690            | 6191   |